# Зелёный синдикализм
Зелёный синдикализм, или эко-синдикализм — термин, использующийся в качестве названия для политической философии зелёных организаций или рабочего движения за устойчивое развитие.

## История
Зелёный синдикализм представляет собой соединение идей и методов анархо-синдикализма и экоанархизма либо экосоциализма, но он не является специфично анархистским или марксистским (Между тем, данный термин также используется такими соединяющими анархизм и синдикализм авторами, как Грэхэм Пурчейз и Джефф Шантз). 
Методы зелёного синдикализма включают синдикалистскую борьбу в профсоюзах, а также прямое действие и демократическая борьба на рабочем месте (наиболее известным сторонником зелёного синдикализма является ИРМ). Сторонники данного течения могут тесно сотрудничать с зелёным движением, альтерглобалистскими организациями и группами, выступающими за справедливую торговлю. При этом, его сторонники, как правило, не принимают политические цели таких союзных движений.
Более точно будет определить зелёный синдикализм в качестве производного от профессионального рабочего движения, особенно связанного с ремеслом и промыслами — например, выступающего за сохранение деревянного судостроения или за традиционные методы скотоводства.
Иногда считается, что экосиндикалисты имеют отношение к примитивистам (движение «Назад к земле» — Back-to-the-land movement), сервайвалистам (движение за выживание - survivalism), хиппи, или же к религиозно-этическим направлениям наподобие меннонитства в версии амишей, отвергающих современные технологии. Однако на самом деле экосиндикалисты готовы осваивать новые технологии и сотрудничать с другими подобными группами по всему миру.